# Metohija
Metohija (alb. Rrafshi i Dukagjinit) je velika visoravan i naziv za područje koje pokriva zapadni dio Kosova.

## Ime
Ime Metohija znači “zemlja pod upravom manastira”. Riječ je grčkog porijekla. Na albanskom se naziva Rrafshi i Dukagjinit, što znači "ravnica vojvode Dukagjina", po jednom srednjovjekovnom velikašu.

## Zemljopis
Metohija na najširem dijelu ima 23 km širine, a duga je oko 60 km, na prosječnoj nadmorskoj visini od 550 metara. Glavna je rijeka Bijeli Drim. Metohiju okružuju gorja Mokra Gora na sjeveru i sjeverozapadu, Prokletije na zapadu, Paštrik na jugozapadu, Šar-planina na jugu i jugoistoku, te Drenica, koja je odvaja od ostatka Kosova, na istoku i sjeveroistoku. Najveći su gradovi u Metohiji Dečani, Đakovica, Istok, Orahovac, Peć i Prizren.

## Povijest
Rimljani su u I. st. pr. Kr. pokorili starosjedilačka ilirsko-tračka plemena. Nakon podjele Rimskoga Carstva, Kosovo je pripalo istočnom dijelu carstva, kasnije Bizantu. Potkraj 6. stoljeća Slaveni pokoravaju romanizirano stanovništvo. U 11. stoljeću Kosovo je pod vlašću Bizanta, sa stalnim progonima Srba iz Raške koji su za Nemanjića proširili svoju vlast na područje. 
Na Kosovu se 15. lipnja (po julijanskom kalendaru) 1389. godine odigrala Kosovska bitka, u kojoj su Srbi pod zapovjedništvom kneza Lazara doživjeli poraz od nadmoćnije turske vojske. Od 1455. Kosovo je bilo u sastavu Turskoga carstva. Za vrijeme turske vladavine, na teritoriju Kosova postojali su Prizrenski i Vučitrnski sandžak, da bi kasnije bio formiran Kosovski vilajet, prvobitno sa sjedištem u Prizrenu, a potom u Skoplju. Nakon Velike seobe Srba, tijekom Velikog bečkog rata, znatan broj srpskoga stanovništva napustio je Kosovo, a na njihovo mjesto počeli su se doseljavati Albanci. 